# シルバーシュゴンボーツ

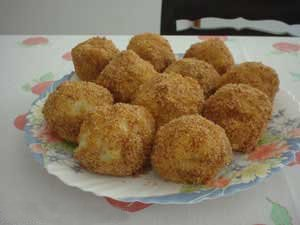
シルバーシュゴンボーツの例

シルバーシュゴンボーツ（ハンガリー語: szilvás gombóc）は、ハンガリーの郷土料理。甘い団子であり、ハンガリー人には、懐かしい味として認識されている。日本語に直訳した場合、「プラムの団子」となる。
焦がしバターで炒めたパン粉をまぶしたプラム入りの団子である。
日本語では梅餃子、プラム餃子とも紹介される。「餃子の皮」に相当する生地はマッシュポテトに小麦粉を加えて作る。6センチメートル四方の「皮」の中央に種を抜いたプラムを置き、シナモンを振りかけ、手で団子状に包んだものを茹でる。茹でている間にパン粉をバターで炒め、茹であがった団子に塗す。提供する際にはシナモンシュガーを振りかける。